# Dead Serious
Albums de Das EFX
Straight Up Sewaside
(1993)
Singles
1. They Want EFX
Sortie : 5 mars 1992
2. Mic Checka
Sortie : 16 juillet 1992
3. Straight Out the Sewer
Sortie : 19 novembre 1992

Dead Serious est le premier album studio de Das EFX, sorti le 7 avril 1992.
L'album a remporté un franc succès, se classant 1er au Top R&B/Hip-Hop Albums pendant cinq semaines et 16e au Billboard 200. Il a été certifié disque de platine par la Recording Industry Association of America (RIAA) le 9 février 1993.
Dead Serious est depuis considéré comme une référence en matière de Rap East Coast.

## Liste des titres
| No  | Titre                  | Contient un (des) sample(s) de | Durée |
| --- | ---------------------- | --- | ----- |
| 1.  | Mic Checka             | Think 73' de James Brown It's a New Day des Skull Snaps Think (About It) de Lyn Collins If It Don't Turn You on (You Oughta Leave It Alone) du B.T. Express Hot Pants de James Brown The Payback de James Brown Top Billin' d'Audio Two Twinkle, Twinkle, Little Star de Jane Taylor | 4:54  |
| 2.  | Jussummen              | Blind Alley des Emotions La Di Da Di de Doug E. Fresh et Slick Rick | 3:29  |
| 3.  | They Want EFX          | Blind Man Can See It de James Brown Bingo (Traditionnel) Dry Bones des Delta Rhythm Boys At a Darktown Cakewalk de Charles Hale Buffalo Gals de Malcolm McLaren Hokey Cokey d'Al Tabor Underground d'EPMD Breath Control II des Boogie Down Productions The Little Drummer Boy de la Harry Simeone Chorale Charlie Brown des Coasters Pretty Sneaky, Sis... des Connect Four Stuffing Instead of Potatoes de Stove Top More Parks Sausages Mom! (Publicité pour les saucisses Parks) One, Two, Buckle My Shoe (Traditionnel) | 3:39  |
| 4.  | Looseys                | Funky President de James Brown Hip Hug-Her de Booker T. & the M.G.'s | 2:50  |
| 5.  | Dum Dums               | The Happy Song (Dum-Dum) d'Otis Redding Here We Go (Live at the Funhouse) de Run–DMC Get Me Back on Time, Engine #9 de Wilson Pickett | 3:50  |
| 6.  | East Coast             | Ike's Mood I d'Isaac Hayes It's a New Day des Skull Snaps So Wat Cha Sayin' d'EPMD Original Lyrics des Boogie Down Productions Eric B. Is President d'Eric B. & Rakim Verbal Milk du X-Clan UFO d'ESG | 4:29  |
| 7.  | If Only                | The Man with the Sad Face de Stanley Turrentine The Loco-Motion de Little Eva The Swing Era de Time Life Records La Di Da Di de Doug E. Fresh et Slick Rick | 4:02  |
| 8.  | Brooklyn to T-Neck     | Papa Was, Too de Joe Tex The Payback de James Brown Humpin' des Bar-Kays UFO d'ESG Hardcore d'EPMD featuring Redman What's the Word de Chubb Rock | 4:01  |
| 9.  | Klap Ya Handz          | Blind Alley des Emotions Handclapping Song des Meters The Big Beat de Billy Squier Top Billin' d'Audio Two | 4:07  |
| 10. | Straight Out the Sewer | Hot Pants... I'm Coming, I'm Coming, I'm Coming de Bobby Byrd Funkin' for Fun de Parliament Jungle Boogie de Kool & The Gang Vapors de Biz Markie It's a New Day des Skull Snaps She's a Bad Mama Jama (Intro) de Carl Carlton | 3:22  |